# Liste des cantons de l'Ardèche

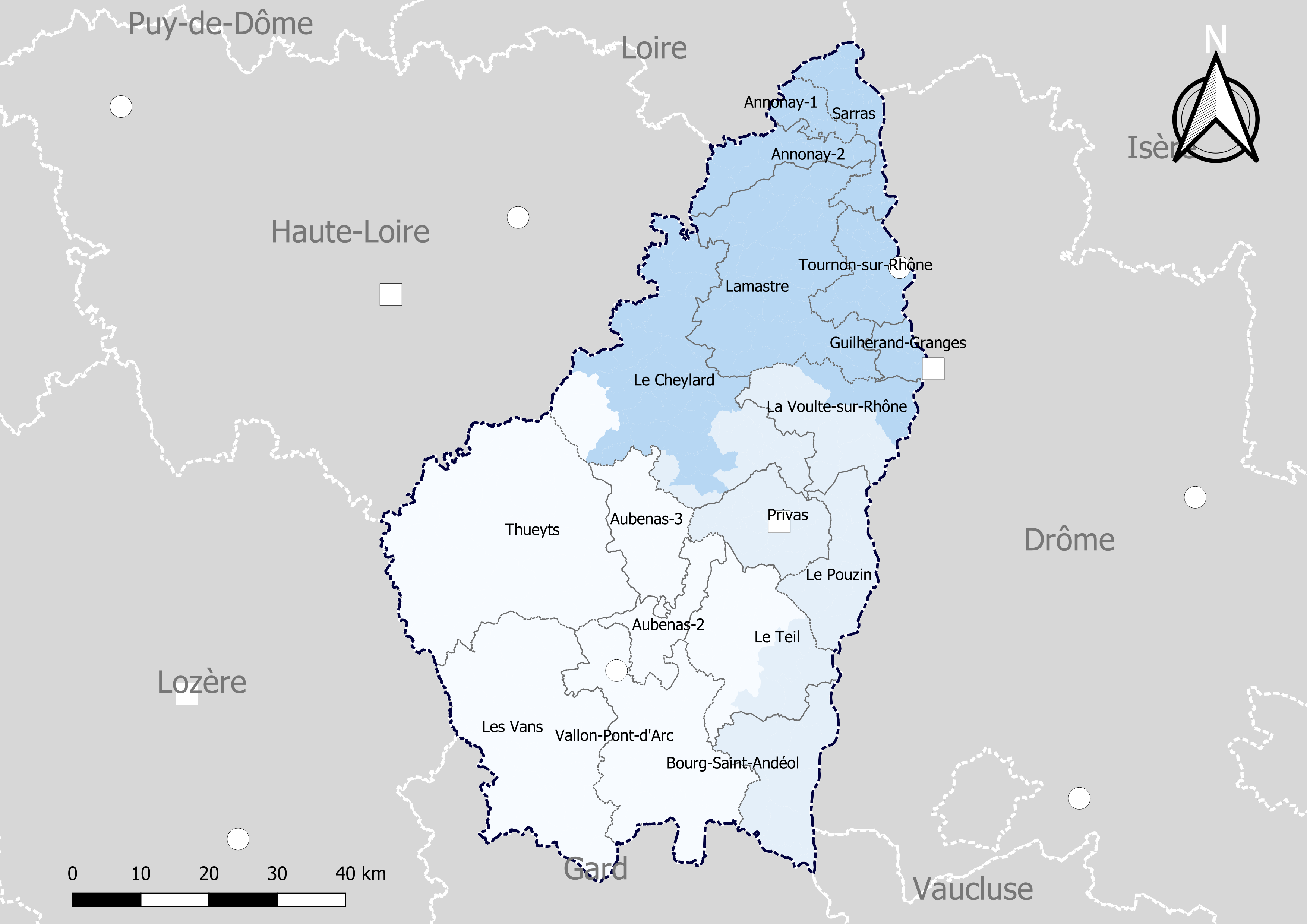
Découpage cantonal du département de l’Ardèche, avec en surimpression les arrondissements (en nuances de bleu). Carte arrêtée au 1er janvier 2019.

Le département de l'Ardèche compte 17 cantons depuis le redécoupage cantonal de 2014 (33 cantons auparavant).

## Histoire

### Découpage cantonal antérieur à 2015

Situation après l'arrêté du 22 février 2007.

Liste des 33 cantons du département de l'Ardèche, par arrondissement :
- arrondissement de Largentière (14 cantons - sous-préfecture : Largentière) :
Canton d’Antraigues-sur-Volane - canton d'Aubenas - canton de Burzet - canton de Coucouron - canton de Joyeuse - canton de Largentière - canton de Montpezat-sous-Bauzon - canton de Saint-Étienne-de-Lugdarès - canton de Thueyts - canton de Valgorge - canton de Vallon-Pont-d'Arc - canton des Vans- canton de Vals-les-Bains - canton de Villeneuve-de-Berg
- arrondissement de Privas (7 cantons - préfecture : Privas) :
canton de Bourg-Saint-Andéol - canton de Chomérac - canton de Privas - canton de Rochemaure - canton de Saint-Pierreville - canton de Viviers - canton de La Voulte-sur-Rhône
- arrondissement de Tournon-sur-Rhône (12 cantons - sous-préfecture : Tournon-sur-Rhône) :
canton d'Annonay-Nord - canton d'Annonay-Sud - canton du Cheylard - canton de Lamastre - canton de Saint-Agrève - canton de Saint-Félicien - canton de Saint-Martin-de-Valamas - canton de Saint-Péray - canton de Satillieu - canton de Serrières - canton de Tournon-sur-Rhône - canton de Vernoux-en-Vivarais

### Redécoupage cantonal de 2014
Dans la poursuite de la réforme territoriale engagée en 2010, l'Assemblée nationale adopte définitivement le 17 avril 2013 la réforme du mode de scrutin pour les élections départementales destinée à garantir la parité hommes/femmes. Les lois (loi organique 2013-402 et loi 2013-403) sont promulguées le 17 mai 2013. Un nouveau découpage territorial est défini par décret du 13 février 2014 pour le département de l'Ardèche. Celui-ci entre en vigueur lors du premier renouvellement général des assemblées départementales suivant la publication du décret, soit en mars 2015. Les conseillers départementaux sont élus au scrutin majoritaire binominal mixte. Les électeurs de chaque canton éliront au Conseil départemental, nouvelle appellation des Conseils généraux, deux membres de sexe différent, qui se présenteront en binôme de candidats. Les conseillers départementaux seront élus pour 6 ans au scrutin binominal majoritaire à deux tours, l'accès au second tour nécessitant 10 % des inscrits au 1er tour. En outre la totalité des conseillers départementaux est renouvelée.
Ce nouveau mode de scrutin nécessite un redécoupage des cantons dont le nombre est divisé par deux avec arrondi à l'unité impaire supérieure si ce nombre n'est pas entier impair et avec des conditions de seuils minimaux. Dans l'Ardèche le nombre de cantons passe ainsi de 33 à 17.
Les critères du remodelage cantonal sont les suivants : le territoire de chaque canton doit être défini sur des bases essentiellement démographiques, le territoire de chaque canton doit être continu et les communes de moins de 3 500 habitants sont entièrement comprises dans le même canton. Il n’est fait référence, ni aux limites des arrondissements, ni à celles des circonscriptions législatives.
Conformément à de multiples décisions du Conseil constitutionnel depuis 1985 et notamment  sa décision n° 2010-618 DC du 9 décembre 2010, il est admis que le principe d’égalité des électeurs au regard des critères démographiques est respecté lorsque le ratio conseiller/habitant de la circonscription est compris dans une fourchette de 20 % de part et d'autre du ratio moyen conseiller/habitant du département. Pour le département de l'Ardèche, la population de référence est la population légale en vigueur au 1er janvier 2013, à savoir la population millésimée 2010, soit 315 090 habitants. Avec 17 cantons la population moyenne par conseiller départemental est de 18 535 habitants. Ainsi la population de chaque nouveau canton doit-elle être comprise entre 14 828 habitants et 22 242 habitants pour respecter le principe de l'égalité citoyenne au vu des critères démographiques.

## Composition actuelle

### Composition détaillée
| N° | Nom du Canton            | Bureau centralisateur | Population 2010           | Écart /moyenne | Nombre de communes entières | Communes composant le canton |
| -- | ------------------------ | --------------------- | ------------------------- | -------------- | --------------------------- | --- |
| 1  | Annonay-1                | Annonay               | 9 614 + fraction Annonay  |                | 6 + fraction Annonay        | 1° Les communes suivantes : Boulieu-lès-Annonay, Davézieux, Saint-Clair, Saint-Cyr, Saint-Marcel-lès-Annonay, Savas. 2° La partie de la commune d'Annonay située au nord et à l'est d'une ligne définie par l'axe des voies et limites suivantes : depuis la limite territoriale de la commune de Boulieu-lès-Annonay, avenue Ferdinand Janvier, chemin de la Convalescence, allée de Beauregard, corniche de Montmiandon, chemin de la Croze, chemin Mignot, rue Font-Chevalier, rue Saint-Prix-Barou, rue Melchior-de-Vogüé, rue Boissy-d'Anglas, route Levert, rue Vidal, rue Fernand-Duchier, rue Montgolfier, montée du Savel, limite de l'annexe du lycée Saint-Denis, montée de la Croix-de-l'Heaume, route de Californie, avenue Daniel-Mercier, chemin de Porte-Broc, chemin des Grailles, avenue Rhin-et-Danube, chemin de Villedieu, jusqu'à la limite territoriale de la commune de Davézieux.        |
| 2  | Annonay-2                | Annonay               | 9 306 + fraction Annonay  |                | 9 + fraction Annonay        | 1° Les communes suivantes : Monestier, Roiffieux, Saint-Julien-Vocance, Talencieux, Thorrenc, Vanosc, Vernosc-lès-Annonay, Villevocance, Vocance. 2° La partie de la commune d'Annonay non incluse dans le canton d'Annonay-1. |
| 3  | Aubenas-1                | Aubenas               | 10 610 + fraction Aubenas |                | 14 + fraction Aubenas       | 1° Les communes suivantes : Aizac, Genestelle, Juvinas, Labastide-sur-Bésorgues, Labégude, Lachamp-Raphaël, Laviolle, Mézilhac, Saint-Andéol-de-Vals, Saint-Joseph-des-Bancs, Saint-Julien-du-Serre, Ucel, Vallées-d'Antraigues-Asperjoc, Vals-les-Bains. 2° La partie de la commune d'Aubenas située à l'ouest d'une ligne définie par l'axe des voies et limites suivantes : depuis la limite territoriale de la commune de Saint-Étienne-de-Fontbellon, boulevard Jean-Mathon, rue du Docteur-Saladin, boulevard Jean-Mathon, rue Jean-Mermoz, rue Georges-Couderc, chemin de l'Émeraude, rue de la Pailhouse, rue Louis-Vidal, avenue de Boisgival, boulevard Camille-Laprade, avenue Léonce-Verny, chemin des Anes, route de Vals, voie communale 12, route nationale 102, ligne droite dans le prolongement du chemin du Mercoire, chemin du Mercoire, jusqu'à la limite territoriale de la commune d'Ucel. |
| 4  | Aubenas-2                | Aubenas               | 13 907 + fraction Aubenas |                | 14 + fraction Aubenas       | 1° Les communes suivantes : Ailhon, Fons, Lachapelle-sous-Aubenas, Lanas, Lentillères, Mercuer, Saint-Didier-sous-Aubenas, Saint-Étienne-de-Boulogne, Saint-Étienne-de-Fontbellon, Saint-Michel-de-Boulogne, Saint-Privat, Saint-Sernin, Vesseaux, Vinezac. 2° La partie de la commune d'Aubenas non incluse dans le canton d'Aubenas-1. |
| 5  | Berg-Helvie              | Le Teil               | 19 540                    | 1,05           | 19                          | Alba-la-Romaine, Aubignas, Berzème, Darbres, Lavilledieu, Lussas, Mirabel, Saint-Andéol-de-Berg, Saint-Germain, Saint-Gineis-en-Coiron, Saint-Jean-le-Centenier, Saint-Laurent-sous-Coiron, Saint-Maurice-d'Ibie, Saint-Pons, Saint-Thomé, Sceautres, Le Teil, Valvignères, Villeneuve-de-Berg. |
| 6  | Bourg-Saint-Andéol       | Bourg-Saint-Andéol    | 18 722                    | 1,01           | 9                           | Bidon, Bourg-Saint-Andéol, Gras, Larnas, Saint-Just-d'Ardèche, Saint-Marcel-d'Ardèche, Saint-Martin-d'Ardèche, Saint-Montan, Viviers. |
| 7  | Les Cévennes ardéchoises | Les Vans              | 17 454                    | 0,94           | 35                          | Les Assions, Banne, Beaulieu, Beaumont, Berrias-et-Casteljau, Chambonas, Chandolas, Dompnac, Faugères, Gravières, Joyeuse, Lablachère, Laboule, Loubaresse, Malarce-sur-la-Thines, Malbosc, Montselgues, Payzac, Planzolles, Ribes, Rocles, Rosières, Sablières, Saint-André-de-Cruzières, Saint-André-Lachamp, Saint-Genest-de-Beauzon, Saint-Mélany, Saint-Paul-le-Jeune, Saint-Pierre-Saint-Jean, Saint-Sauveur-de-Cruzières, Sainte-Marguerite-Lafigère, Les Salelles, Valgorge, Les Vans, Vernon. |
| 8  | Guilherand-Granges       | Guilherand-Granges    | 21 543                    | 1,16           | 5                           | Châteaubourg, Cornas, Guilherand-Granges, Saint-Péray, Saint-Romain-de-Lerps. |
| 9  | Haut-Eyrieux             | Le Cheylard           | 19 016                    | 1,03           | 44                          | Accons, Albon-d'Ardèche, Arcens, Beauvène, Belsentes, Borée, Chalencon, Le Chambon, Chanéac, Le Cheylard, Devesset, Dornas, Dunière-sur-Eyrieux, Gluiras, Issamoulenc, Jaunac, Lachapelle-sous-Chanéac, Marcols-les-Eaux, Mariac, Mars, Les Ollières-sur-Eyrieux, Rochepaule, La Rochette, Saint-Agrève, Saint-Andéol-de-Fourchades, Saint-André-en-Vivarais, Saint-Barthélemy-le-Meil, Saint-Christol, Saint-Cierge-sous-le-Cheylard, Saint-Clément, Saint-Étienne-de-Serre, Saint-Genest-Lachamp, Saint-Jean-Roure, Saint-Jeure-d'Andaure, Saint-Julien-d'Intres, Saint-Julien-du-Gua, Saint-Martial, Saint-Martin-de-Valamas, Saint-Maurice-en-Chalencon, Saint-Michel-d'Aurance, Saint-Michel-de-Chabrillanoux, Saint-Pierreville, Saint-Sauveur-de-Montagut, Saint-Vincent-de-Durfort. |
| 10 | Haut-Vivarais            | Lamastre              | 20 932                    | 1,13           | 31                          | Alboussière, Ardoix, Arlebosc, Bozas, Champis, Colombier-le-Vieux, Le Crestet, Désaignes, Empurany, Gilhoc-sur-Ormèze, Labatie-d'Andaure, Lafarre, Lalouvesc, Lamastre, Nozières, Pailharès, Préaux, Quintenas, Saint-Alban-d'Ay, Saint-Barthélemy-Grozon, Saint-Basile, Saint-Félicien, Saint-Jeure-d'Ay, Saint-Pierre-sur-Doux, Saint-Prix, Saint-Romain-d'Ay, Saint-Sylvestre, Saint-Symphorien-de-Mahun, Saint-Victor, Satillieu, Vaudevant. |
| 11 | Haute-Ardèche            | Thueyts               | 14 195                    | 0,77           | 40                          | Astet, Barnas, Le Béage, Borne, Burzet, Cellier-du-Luc, Chirols, Coucouron, Cros-de-Géorand, Fabras, Issanlas, Issarlès, Jaujac, Le Lac-d'Issarlès, Lachapelle-Graillouse, Lalevade-d'Ardèche, Lanarce, Laveyrune, Lavillatte, Lespéron, Mayres, Mazan-l'Abbaye, Meyras, Montpezat-sous-Bauzon, Péreyres, Le Plagnal, Pont-de-Labeaume, Prades, Le Roux, Sagnes-et-Goudoulet, Saint-Alban-en-Montagne, Saint-Cirgues-de-Prades, Saint-Cirgues-en-Montagne, Saint-Étienne-de-Lugdarès, Saint-Laurent-les-Bains-Laval-d'Aurelle, Saint-Pierre-de-Colombier, Sainte-Eulalie, La Souche, Thueyts, Usclades-et-Rieutord. |
| 12 | Le Pouzin                | Le Pouzin             | 15 608                    | 0,84           | 13                          | Baix, Cruas, Meysse, Le Pouzin, Rochemaure, Rompon, Saint-Bauzile, Saint-Julien-en-Saint-Alban, Saint-Lager-Bressac, Saint-Martin-sur-Lavezon, Saint-Pierre-la-Roche, Saint-Symphorien-sous-Chomérac, Saint-Vincent-de-Barrès. |
| 13 | Privas                   | Privas                | 20 126                    | 1,09           | 15                          | Ajoux, Alissas, Chomérac, Coux, Creysseilles, Flaviac, Freyssenet, Gourdon, Lyas, Pourchères, Pranles, Privas, Rochessauve, Saint-Priest, Veyras. |
| 14 | Rhône-Eyrieux            | La Voulte-sur-Rhône   | 21 058                    | 1,14           | 17                          | Beauchastel, Boffres, Charmes-sur-Rhône, Châteauneuf-de-Vernoux, Gilhac-et-Bruzac, Saint-Apollinaire-de-Rias, Saint-Cierge-la-Serre, Saint-Fortunat-sur-Eyrieux, Saint-Georges-les-Bains, Saint-Jean-Chambre, Saint-Julien-le-Roux, Saint-Laurent-du-Pape, Silhac, Soyons, Toulaud, Vernoux-en-Vivarais, La Voulte-sur-Rhône. |
| 15 | Sarras                   | Sarras                | 14 873                    | 0,8            | 19                          | Andance, Arras-sur-Rhône, Bogy, Brossainc, Champagne, Charnas, Colombier-le-Cardinal, Eclassan, Félines, Limony, Ozon, Peaugres, Peyraud, Saint-Désirat, Saint-Étienne-de-Valoux, Saint-Jacques-d'Atticieux, Sarras, Serrières, Vinzieux. |
| 16 | Tournon-sur-Rhône        | Tournon-sur-Rhône     | 20 685                    | 1,12           | 13                          | Boucieu-le-Roi, Cheminas, Colombier-le-Jeune, Étables, Glun, Lemps, Mauves, Plats, Saint-Barthélemy-le-Plain, Saint-Jean-de-Muzols, Sécheras, Tournon-sur-Rhône, Vion. |
| 17 | Vallon-Pont-d'Arc        | Vallon-Pont-d'Arc     | 19 918                    | 1,07           | 30                          | Balazuc, Bessas, Chassiers, Chauzon, Chazeaux, Grospierres, Joannas, Labastide-de-Virac, Labeaume, Lagorce, Largentière, Laurac-en-Vivarais, Montréal, Orgnac-l'Aven, Pradons, Prunet, Rochecolombe, Rocher, Ruoms, Saint-Alban-Auriolles, Saint-Maurice-d'Ardèche, Saint-Remèze, Salavas, Sampzon, Sanilhac, Tauriers, Uzer, Vagnas, Vallon-Pont-d'Arc, Vogüé. |
|    |                          |                       | 315 090                   |                | 339                         | |

### Répartition par arrondissement
Contrairement à l'ancien découpage où chaque canton était inclus à l'intérieur d'un seul arrondissement, le nouveau découpage territorial s'affranchit des limites des arrondissements. Certains cantons peuvent être composés de communes appartenant à des arrondissements différents. Dans le département de l'Ardèche, c'est le cas de quatre cantons (Le Cheylard, Le Teil, Vallon-Pont-d'Arc, La Voulte-sur-Rhône).
Le tableau suivant présente la répartition par arrondissement :
| N° | Canton              | Largentière           | Privas | Tournon-sur-Rhône    | Total                 |
| -- | ------------------- | --------------------- | ------ | -------------------- | --------------------- |
| 1  | Annonay-1           |                       |        | 6 + fraction Annonay | 6 + fraction Annonay  |
| 2  | Annonay-2           |                       |        | 9 + fraction Annonay | 9 + fraction Annonay  |
| 3  | Aubenas-1           | 15 + fraction Aubenas |        |                      | 15 + fraction Aubenas |
| 4  | Aubenas-2           | 14 + fraction Aubenas |        |                      | 14 + fraction Aubenas |
| 5  | Bourg-Saint-Andéol  |                       | 9      |                      | 9                     |
| 6  | Le Cheylard         |                       | 13     | 33                   | 46                    |
| 7  | Guilherand-Granges  |                       |        | 5                    | 5                     |
| 8  | Lamastre            |                       |        | 31                   | 31                    |
| 9  | Le Pouzin           |                       | 13     |                      | 13                    |
| 10 | Privas              |                       | 15     |                      | 15                    |
| 11 | Sarras              |                       |        | 19                   | 19                    |
| 12 | Le Teil             | 13                    | 6      |                      | 19                    |
| 13 | Thueyts             | 41                    |        |                      | 41                    |
| 14 | Tournon-sur-Rhône   |                       |        | 13                   | 13                    |
| 15 | Vallon-Pont-d'Arc   | 29                    | 1      |                      | 30                    |
| 16 | Les Vans            | 35                    |        |                      | 35                    |
| 17 | La Voulte-sur-Rhône |                       | 8      | 9                    | 17                    |
|    |                     | 148                   | 65     | 126                  | 339                   |